# 三眼斑鲆
三眼斑鲆（学名：Pseudorhombus triocellatus）为輻鰭魚綱鰈形目鰈亞目牙鲆科斑鲆属的鱼类。分布于西达印度半岛东侧、东南达摩鹿加群岛等处以及南沙群岛可能有分布等，属于热带近海底层鱼，棲息深度可達17公尺，體長可達15公分，棲息在沙泥底質大陸棚，以底棲生物為食，生活習性不明，可作為食用魚及觀賞魚。该物种的模式产地在Tranquebar。